# Anders Norman
Anders Joe Norman, född 29 januari 1969 i Falsterbo, är en svensk låtskrivare och musiker.
Anders Norman arbetade först i finansbranschen innan han blev heltidsmusiker. Han debuterade 2008 med skivan It's Time producerad av Tony Carey; även albumet Easy Street producerades av honom. År 2012 släpptes det tredje albumet Just Another Mile med Marcus Liliequist som producent. Titellåten blev framgångsrik i Danmark och bygger på Agneta Sjödins bok En Kvinnas Resa.
Våren 2009 kom låten The Sound of Your Love till minne av en 27-årig vän som gick bort i cancer. Den skänktes till Cancerfonden som startade en insamling i samma namn.
År 2015 debuterade Norman på svenska med EP:n "Kärleksstigen". Först ut är singeln "Bara Vara Nära". Kärleksstigen går längs med kusten mellan Skanör-Falsterbo. Norman föddes i Falsterbo men är nu bosatt i Höllviken.
I januari 2016 vann Norman pris för bästa album i kategorin pop av Akademia.
År 2019 hade Anders Norman lyssnare i 45 länder och över 400.000 streams på Spotify.

## Diskografi
- 2006 - Tony Carey/Live In Sweden Vol. 1
- 2008 - It's Time (album)
- 2009 - The Sound of Your Love (singel)
- 2010 - Easy Street (album)
- 2011 - Just Another Mile (singel)
- 2012 - Just Another Mile (album)
- 2013 - End Of The Night (singel)
- 2014 -   Fragile
- 2014 - Can You Help (singel)
- 2014 - I'm A Believer (Singel Brink & Little Joe)
- 2015 - Bara Vara Nära (singel)
- 2015 - Persbrandt - En Man (singel)
- 2015 - Kärleksstigen (EP)
- 2015 - My Little Girl 2015 Remix (Singel)
- 2016 - Tony Carey Showtime (Live DVD)[3] from Sweden Rock Festival 2015)
- 2017 - Anders Norman Band - Live at Folk Å Rock (EP)
- 2018 - Anders Norman - Dreams and Guitars (singel)  Release 13 april .
- 2018 - Anders Norman - Lifelines (singel)  Release 18 maj.
- 2018 - Anders Norman - Born To Be (singel)  Release 8 juni .
- 2018 - Anders Norman - Lifelines (album)  Release 21 juli .
- 2020 - Anders Norman - Small Town Star (Livealbum) 12 juni .
- 2020 - Lifelines (Vinyl-album) 21 juli.
- 2021 - Anders Norman - Freedom EP  (Release 7 Maj).
- 2022 - Lighthouse (singel)
- 2023 - I Want To Know What Love Is (singel)
- 2024 - En Enkel Man (singel, släppt 17 maj)
- 2024 - Min Lilla Tös (singel, släppt 23 augusti )
- 2024 - That American Dream (singel, släppt 31 Oktober)